# ВК Црвена звезда
Ватерполо клуб Црвена звезда је ватерполо клуб из Београда, Србије и део СД Црвена звезда. Интересантно је да је Црвена звезда једини клуб који је три узастопне сезоне, 1985-1987, играо и Прву и Другу савезну лигу. За освајање медаља на Олимпијским играма, Светским и Европским шампионатима 28 бивших играча Ватерполо клуба Црвена звезда добило је доживотно звање Заслужног спортисте.

## Историја

### Формирање
Ватерполо секција је формирана 4. марта 1945. године у оквиру пливачке секције. Ватерполо и пливање дефинитивно се раздвајају 18. новембра 1968. и постају потпуно самостални клубови. Црвена звезда је 1946. године освојила прво место у такмичењу Друге лиге, али није успела да у првом покушају дође до елитног ранга. Екипа је те године играла у саставу: Северин Бијелић, Божидар Вуксановић, Иван Гај, Слободан Ђурђевић, Александар Јовановић, Бошко Југовић, Радиша Пантовић, Војислав Пејовић, Миодраг Стоиљковић, Милош Терзић, Јарослав Хицл, Лука Цигановић, Жан Пјер Шаморел. Следеће сезоне освојено је друго место у друголигашкој конкуренцији, а у трећем покушају, 1948. године, Црвена звезда је предвођена тренером Милом Лучићем (који је и играо за клуб) успела да се домогне Прве лиге. Ипак, доживљен је неуспех у елитном рангу, што је заједно са недостатком основних услова за нормално функционисање клуба (пре свега објеката за тренирање и сл.) довело до тога да пливачи и ватерполисти Звезде донесу одлуку да се фузионишу са Фискултурним друштвом „Београд“, и сви пређу у Пливачки (ватерполо) клуб „Север“. Десет година касније, 1959. године, Црвена звезда је обновљена преласком чланова „Севера“ у њене редове.
У трећем покушају, 1962. године, црвено-бели улазе у Прву лигу, пре свега захваљујући Бошку Вуксановићу, некадашњем Звездином капитену, који је успео релативно добро да организује стручни штаб. Звезда тада први пут добија јуниорски тим. Након што је једна сезона поново проведена у Другој лиги, Црвена звезда везује неколико узастопних сезона у елитном рангу југословенске лиге, која је била једна од најјачих у Европи. 1968. долази до нове кризе која је трајала све до 1973. године, након чега клуб поново проводи три сезоне у Првој лиги. Након поновног таворења у Другим лигама, крајем осамдесетих година прошлог века, црвено-бели постају стабилан прволигаш. Интересантан податак јесте да је Црвена звезда једини тим који је три узастопне сезоне (1985—87.) играо и Прву и Другу лигу.
Потребно је додати да је у периоду од 1963. до 1972. године, Црвена звезда учествовала и на зимским првенствима Југославије. То такмичење се одржавало уочи летњег првенства, које се рачунало као државно. Звезда је овде учествовала са променљивим успехом, а најбољи учинак остварила је 1965. године (3. место). Такође, требало би споменути и Драгана Соломуна који је рекордних 15 сезона наступао за Црвену звезду, а 6 година је био и капитен клуба.

### Први успеси
Црвена звезда је била првак државе у сезонама 1991/92. и 1992/93. Тада су за њу наступали асови српског ватерпола као што су Виктор Јеленић, Владимир Вујасиновић, Александар Шапић, Александар Ћирић, Игор Милановић, Југослав Васовић и други. Екипу је ка првој шампионској титули као тренер предводио Никола Стаменић, а ка другој Милорад Кривокапић. Екипа Црвене звезде није се могла окушати у Лиги шампиона због санкција међународне заједнице према тадашњој СР Југославији. Најближи трофеју у Купу, Звездини ватерполисти били су 1992. године. У два меча, за један гол (10:10 и 16:17), бољи је био Партизан.

### Криза и обнова
Због огромних проблема клуб је почетком 21. века доживљавао најтеже тренутке, а онда је свему дошао крај, и он је под притиском нерешиве ситуације угашен. Међутим, убрзо је и ревитализован, а након две године се прикључио Првој А лиги Србије под именом Црвена звезда Вет. Клуб су обновили бивши Звездини играчи, и он наставља континуитет клуба основаног 1945. године. 2010. године, на чело клуба долазе Виктор Јеленић, Игор Милојевић, Немања Маријан, Горан Јездић и Чедомир Драшковић, и тим креће од нуле, са свега неколико десетина малишана на новобеоградском базену. Јеленић је био и тренер првог тима, а у води су тим предводили Савић и Маљковић. Клуб је у сениорској конкуренцији поново почео да се такмичи од сезоне 2010/11, када заузима треће место у Првој А лиги Србије након тесног пораза у трећој утакмици полуфинала плеј-оф такмичења од ВК Војводина, и испада у полуфиналу плеј-оф такмичења у Купу Србије од тада неприкосновеног ВК Партизан Рајфајзен. Већ тада, у првој сезони од свог повратка на ватерполо сцену, видело се да се Звезда враћа на велика врата и да је на добром путу да у наредној сезони угрози тадашњег главног конкурента за другу позицију на табели, ВК Војводину.
Сезона 2011/12. је била веома успешна након обнављања клуба 2010. године. Прво је клуб стигао до четвртфинала Купа Европе, где је поражен од италијанског Посилипа, затим је играо финале Купа Србије, где је поражен од Партизана са 12:7, а на крају је успео да стигне и до финала првенства Србије, победивши у полуфиналу Војводину. У финалу се састао са браниоцем титуле Партизаном, у првој утакмици Партизан је победио након продужетака са 6:5, док је у одлучујућем мечу финалне серије Партизан обезбедио нову титулу, голом 15 секунди пре краја Стефана Митровића за победу од 9:8. На овој утакмици се од активног играња опростио капитен Југослав Васовић.

### Година доминације
Од сезоне 2012/13. клуб је уместо "Црвена звезда Вет" постао "БВК Црвена звезда". Лошу финансијску ситуацију која је задесила италијански тим Про Реко искористили су српски ватерполо клубови, па и Црвена звезда. У тим долазе врхунски играчи попут Андрије Прлаиновића, Николе Рађена, Душка Пијетловића и Дениса Шефика. Ипак, обзиром да се и крагујевачки Раднички преко ноћи појачао са још звучнијим појачањима, чинило се да ће освајање неког од пехара бити веома тежак циљ. Међутим, екипа је из утакмице у утакмицу све више стицала искуство, па су и знатно млађи играчи показивали све озбиљнију зрелост и знање. Црвена звезда је 9. новембра 2012. у првенственом мечу победила Партизан са 8:5, што је била прва победа Црвене звезде против Партизана од 1993. године.
Након тога, форма је ишла само узлазном путањом. Први трофеј је освојен 13. јануара 2013, када је Звезда у финалу Купа Србије савладала Партизан након продужетака 9:8 (2:2, 3:0, 2:2, 1:4 – 0:0, 1:0). У том моменту је лоша финансијска ситуација озбиљно уздрмала клуб, али сви играчи су наставили са још већим радом и још већом жељом кренули у даље походе. У Првој А лиги клуб се као првопласирани у регуларном делу, испред Радничког, пласирао у разигравање за титулу, а у полуфиналној серији побеђена је Војводина са 2:0 (13:7, 13:7) и тако обезбеђен пласман у финале. У финалу првенства, за противника је имала крагујевачки Раднички. Након што је скор после прве четири утакмице био 2:2 у победама, одлучујућа мајсторица је одиграна 15. маја 2013. на Ташмајдану, и Црвена звезда је победом од 9:7 успела да освоји своју прву титулу првака државе после 20 година, и укупно трећу.
Са такмичењем у Лиги шампиона Звезда је кренула од групног дела, и у својој групи се као другопласирана, иза Југа, пласирала у осмину финала. У осмини финала је била боља од мађарског Егера укупним резултатом 21:14, док је у четвртфиналу укупним резултатом 17:16 савладан још један мађарски клуб, Сегед, чиме је по први пут у клупској историји обезбеђен пласман на завршни турнир Лиге шампиона, који је одржан на отвореном базену СЦ Бањица у Београду, а Црвена звезда се у полуфиналу победом од 9:5 над шпанском Барселонетом пласирала у финале. Противник у финалу, играном 1. јуна 2013, је био фаворизовани дубровачки Југ, прве три четвртине су се завршиле нерешеним резултатом (2:2, 1:1, 3:3), док је Звезда последњу успела да заврши у своју корист (2:1) и са 8:7 победи Југ, да би освојила свој први наслов првака Европе. Сезона 2012/13. је била најуспешнија у историји клуба, јер је освојена трипла круна - куп, првенство и Лига шампиона. У сезони када је Звезда постала првак Европе, Раднички из Крагујевца је освојио Еврокуп, па је било јасно да ће се два српска тима састати у Суперкупу Европе. Звезда је победила са 9:8, и освојила нови, четврти трофеј у току једне године.
Црвена звезда у наредној сезони није бранила титулу у Лиги шампиона, али је зато одбранила оба трофеја на домаћој сцени. У финалу Купа Србије још једном је побеђен Раднички из Крагујевца, a ова утакмица ће се посебно памтити, јер ју је решио голман – Денис Шефик, и то голом уз звук сирене шутем са свог гола – за победу (12:11). У финалу плеј-офа првенства Србије, поново су се састали Црвена звезда и Раднички, и поново је победник био исти – овога пута са 3:0 у победама. „Дупла круна“ је одбрањена.

## Успеси
| Такмичење                   | Такмичење                | Број                     | Година                                                         |                          |                          |
| Национална такмичења — 7    | Национална такмичења — 7 | Национална такмичења — 7 | Национална такмичења — 7                                       | Национална такмичења — 7 | Национална такмичења — 7 |
| Национално првенство — 4    | Национално првенство — 4 | Национално првенство — 4 | Национално првенство — 4                                       | Национално првенство — 4 | Национално првенство — 4 |
| --------------------------- | ------------------------ | ------------------------ | -------------------------------------------------------------- | ------------------------ | ------------------------ |
| Првенство СР Југославије    | Првак                    | 2                        | 1991/92, 1992/93.                                              |                          |                          |
| Првенство СР Југославије    | Други                    | 0                        | /                                                              |                          |                          |
| Првенство Србије            | Првак                    | 2                        | 2012/13, 2013/14.                                              |                          |                          |
| Првенство Србије            | Други                    | 7                        | 2006/07, 2007/08, 2011/12, 2015/16, 2017/18, 2018/19, 2022/23. |                          |                          |
| Национални куп — 4          |                          |                          |                                                                |                          |                          |
| Куп СР Југославије          | Победник                 | 0                        | /                                                              |                          |                          |
| Куп СР Југославије          | Финалиста                | 3                        | 1991/92, 1992/93, 1993/94.                                     |                          |                          |
| Куп Србије                  | Победник                 | 4                        | 2012/13, 2013/14, 2020/21, 2022/23.                            |                          |                          |
| Куп Србије                  | Финалиста                | 5                        | 2007/08, 2011/12, 2016/17, 2023/24, 2024/25.                   |                          |                          |
| Регионална такмичења        |                          |                          |                                                                |                          |                          |
| Јадранска лига              | Победник                 | 0                        | /                                                              |                          |                          |
| Јадранска лига              | Финалиста                | 0                        | /                                                              |                          |                          |
| Континентална такмичења — 2 |                          |                          |                                                                |                          |                          |
| Лига шампиона               | Победник                 | 1                        | 2012/13.                                                       |                          |                          |
| Лига шампиона               | Финалиста                | 0                        | /                                                              |                          |                          |
| Суперкуп Европе             | Победник                 | 1                        | 2013.                                                          |                          |                          |
| Суперкуп Европе             | Финалиста                | 0                        | /                                                              |                          |                          |

## Новији резултати
| Сез.     | Првенство Србије | Куп Србије   | Регионално такмичење                     | Европско такмичење                              |
| -------- | ---------------- | ------------ | ---------------------------------------- | ----------------------------------------------- |
| 2017/18. | 2. место         | Полуфинале   | Јадранска лига — 6. место                | Куп Европе — Четвртфинале                       |
| 2018/19. | Финалиста        | Четвртфинале | Јадранска лига — 7. место                | Лига шампиона — Групна фаза (8. место, група А) |
| 2019/20. | Није одиграно    | Полуфинале   | Јадранска лига — 5. место                | Лига шампиона — Квалификације, 2. рунда         |
| 2020/21. | Полуфинале       | Победник     | Јадранска лига — 3. место, група Београд | Куп Европе — Полуфинале                         |
| 2021/22. | У току           | У току       | Јадранска лига — У току                  | Лига шампиона — У току                          |

## Најуспешнији састави

### Тим 1991/92.
- Југослав Васовић, Владимир Вујасиновић, Драган Добрић, Пино Драгојевић, Виктор Јеленић, Игор Милановић, Драгољуб Милошевић, Ратко Пејовић, Дејан Перишић, Тодор Прлаиновић, Никола Рибић, Драган Стругар, Васо Суботић, Милан Тадић, Александар Тичић; Тренер: Никола Стаменић

### Тим 1992/93.
- Југослав Васовић, Владимир Вујасиновић, Драган Добрић, Чедомир Драшковић, Виктор Јеленић, Драган Кожул, Владимир Митровић, Дејан Перишић, Никола Рибић, Васо Суботић, Милан Тадић, Александар Тичић, Александар Ћирић, Александар Шапић; Тренер: Милорад Кривокапић

### Тим 2012/13.
- Марко Аврамовић, Борис Вапенски, Марко Драксимовић, Никола Ешкерт, Петар Ивошевић, Михајло Милићевић, Душко Пијетловић, Андрија Прлаиновић, Никола Рађен, Сава Ранђеловић, Виктор Рашовић, Страхиња Рашовић, Ненад Стојчић, Денис Шефик; Тренер: Дејан Савић

### Тим 2013/14.
- Марко Аврамовић, Борис Вапенски, Никола Вукчевић, Марко Драксимовић, Петар Ивошевић, Филип Кљајевић, Џон Ман, Михајло Милићевић, Андрија Прлаиновић, Никола Рађен, Сава Ранђеловић, Виктор Рашовић, Страхиња Рашовић, Денис Шефик; Тренер: Дејан Савић

## Састав екипе у сезони 2023/24.
| 1                      | Владимир Мишовић  |
| 2                      | Вељко Танкосић    |
| 3                      | Ненад Драговић    |
| 4                      | Марко Радуловић   |
| 5                      | Драшко Гогов      |
| 6                      | Радован Латиновић |
| 7                      | Бојан Банићевић   |
| 8                      | Иван Басара       |
| 9                      | Милош Вукићевић   |
| 10                     | Зоран Познановић  |
| 11                     | Вук Милојевић     |
| 12                     | Марко Радовић     |
| 13                     | Михајло Ивановић  |
| 14                     | Вељко Фуштић      |
| 15                     | Душан Марковић    |
| Тренер: Игор Милановић |                   |

## Познати играчи
- Игор Милановић
- Виктор Јеленић
- Владимир Вујасиновић
- Југослав Васовић
- Александар Ћирић
- Александар Шапић
- Славко Гак
- Бранко Пековић
- Никола Јановић
- Дејан Савић
- Гојко Пијетловић
- Душко Пијетловић
- Борис Вапенски
- Андрија Прлаиновић
- Никола Рађен
- Марко Аврамовић
- Страхиња Рашовић
- Виктор Рашовић
- Сава Ранђеловић
- Денис Шефик

## Познати тренери
- Никола Стаменић
- Милорад Кривокапић
- Дејан Савић